# 马溪乡
马溪乡，是中华人民共和国贵州省黔东南苗族侗族自治州施秉县下辖的一个乡镇级行政单位。

## 行政区划
马溪乡下辖以下地区：
马溪村、王家坪村、九龙村、塘头村和茶园村。